# Aeródromo Municipal de Vila Real
O Aeródromo Municipal de Vila Real (código IATA: VRL, código OACI: LPVR) localiza-se em Vila Nova de Cima, freguesia de Folhadela, na cidade de Vila Real. Uma grande mais valia desta infraestrutura são as acessibilidades. A sua localização a cerca de 4 km da cidade de Vila Real ajuda ao crescimento da procura por este meio de transporte, nomeadamente para o ramo dos negócios, lazer e turismo.
Neste aeródromo faz escala uma carreira regular que aproxima as cidades de Bragança, Vila Real, Viseu, Cascais e Portimão.
Em Julho de 2019 foi detetado um perigo de abatimento na pista que determinou o encerramento  à operação de aviões por tempo indeterminado, podendo, no entanto, continuar a ser utilizado por helicópteros. No entanto, em Abril de 2022, após uma intervenção de fundo que representou um investimento superior a 600 mil euros permitiu novamente a abertura da ponte aérea principal de Bragança a Portimão.

## Informações
- Pista certificada - sim: LPVR
- Localização: 41° 16′ 55″ N, 7° 43′ 20″ W Alt—1805'
- Rádio: AFIS 122.905 com cobertura de 15NM de 2ª a 6ª
- Responsável  - C.M. Vila Real
- Director   - Nuno Ferreira
- telemovel. - 259 336 620
- Horário - do nascer ao pôr do sol
- Manga de vento - sim
- Marcas na Pista - sim  (nas cabeceiras)
- Luzes de Pista - sim
- Beacon rotativo - Sim
- Restaurante - 500 metros
- Bar - 500 metros
- Transportes

| Ligação a autocarros | 3 31 |
| Serviço de táxis     | VRL  |
- Combustíveis - Não
- Hangar - sim
- Guarda - sim
- Balcão de Reservas Sevenair - 938 734 203